# Limenitis spruceana
Limenitis spruceana är en fjärilsart som beskrevs av Bates 1864. Limenitis spruceana ingår i släktet Limenitis och familjen praktfjärilar. Inga underarter finns listade i Catalogue of Life.